# Tatort: Der vierte Mann
Der vierte Mann ist ein Fernsehfilm aus der Kriminalreihe Tatort der ARD und des ORF. Es ist der elfte gemeinsame Fall des Berliner Ermittlerduos Ritter und Stark. Der RBB produzierte den Film unter der Regie von Hannu Salonen und wurde am 9. Mai 2004 in Das Erste zum ersten Mal gesendet.

## Handlung
Spätabends kommen der Zollinspektor Claus Heinze und seine Kollegin Westermann am Haus des Restaurators Lohmeyer vorbei und stellen fest, dass sich in dessen Wohnung ein Einbrecher aufzuhalten scheint. Heinze versucht den Mann zu stellen, doch dieser kann entkommen. Als sie dann in der Wohnung nachsehen, finden sie Lohmeyer erschossen vor. Die Kommissare Till Ritter und Felix Stark gehen von einem Raubmord aus. Heinze gibt an, den Mann, der vor ihm geflüchtet ist, schon mal gesehen zu haben. Daraufhin kann in der Verbrecherkartei der vorbestrafte Einbrecher Harald (Harry) Wolter identifiziert werden.
Die Ermittler befragen zunächst Wolters Exfrau Sandra, die sie zu Harrys Stammkneipe schickt. Dort ergreift der Gesuchte sofort die Flucht, als er die Polizisten bemerkt, kann aber durch Ritter aufgehalten werden. Er gibt zu, Lohmeyer gekannt, aber nicht umgebracht zu haben. Das Opfer hatte Schulden bei ihm, die es in Kürze begleichen wollte. Bei einem Lokaltermin in Lohmeyers Treppenhaus kann Harry entwischen. Er taucht unter und verbringt den Tag mit seinem Sohn Andreas, den er einfach ohne Wissen seiner Mutter von der Schule abholt. Da der einzige Zeuge, der Harry am Tatort gesehen haben will, mit dem Verdächtigen eine alte Rechnung offen hat, bekommen Ritter und Stark Zweifel an Harrys Täterschaft. Es gelingt ihnen, den Kleinkriminellen ausfindig zu machen. Er überredet die beiden Kommissare, noch einmal Lohmeyers Wohnung zu untersuchen, da der Mörder seiner Meinung nach irgendetwas gesucht hat. Zusammen mit Harry finden die Ermittler tatsächlich, hinter einem Fernseher versteckt, ein unbekanntes Gemälde aus dem deutschen Impressionismus. Stark hält es für einen Liebermann, der einen nicht unerheblichen Wert besitzen dürfte. Um das festzustellen, konsultieren Ritter und Stark die Kunsthistorikerin Florentine Bruck, von der sie annehmen, dass sie mit dem Opfer in Kontakt stand. Sie leugnet das, woraufhin die Kommissare sie observieren und ihr bis zu einem Professor Thomson folgen.
Inzwischen findet Weber heraus, dass Lohmeyer normalerweise regelmäßige Geldeingänge auf seinem Konto verzeichnen konnte, die aber seit drei Monaten ausgeblieben sind. Trotzdem stapelt sich in seiner Wohnung kistenweise echter Kaviar, den er laut Harry regelmäßig vom Importeur Waldbach bekommen hat. Dieser gibt an, dass Lohmeyer gelegentlich bei ihm gearbeitet habe. Ganz offensichtlich verkehrt auch Professor Thomson bei Waldbach, somit befragen Ritter und Stark Florentine Bruck noch einmal. Doch sie leugnet weiterhin, mit Lohmeyer Kontakt gehabt zu haben.
Als sich ein Zeuge findet, der Harry für die Tatzeit ein Alibi geben kann, darf er aus der Haft entlassen werden. Woraufhin dieser unmittelbar Florentine Bruck aufsucht und sie unter Druck setzt. Es dauert jedoch nicht lange, dann stellt sich das Alibi als falsch heraus. Um seine Unschuld zu beweisen, bieten die Ermittler Harry an, mit der Polizei zusammenzuarbeiten. So versuchen sie mit seiner Hilfe Professor Thomson, Florentine Bruck und den Importeur Waldbach aus der Reserve zu locken. Harry ruft die drei einzeln an und erpresst sie mit seinem Wissen über Lohmeyer und ihre Machenschaften.
Stark findet heraus, dass der Liebermann tatsächlich echt ist und nach dem Zweiten Weltkrieg als Beutekunst nach Russland verschwunden war. Der Wert beläuft sich auf zirka zehn Millionen Euro. Vermutlich hat Waldbach die Bilder nach Deutschland geschmuggelt und Florentine Bruck hat die Expertisen gestellt. Den Weiterverkauf übernahm Professor Thomson. Lohmeyer sollte diese Kunstwerke gelegentlich restaurieren und hat das letzte Bild einfach nicht zurückgegeben, was sich der Mörder dann mit Gewalt holen wollte. Mit diesen Fakten konfrontiert und beim nächsten Bilderschmuggel auf frischer Tat ertappt, werden die drei festgenommen. Bruck gibt zu, dass Lohmeyer eingeschüchtert werden sollte, damit er das Bild zurückgibt. Für diesen Zweck haben sie einem vierten Mann einen Auftrag erteilt, so wie dieser sich jetzt auch um das Problem Harry kümmern soll. Dass dieser vierte Mann Lohmeyer gleich umbringt, war von ihnen nicht geplant. Auf der Suche nach dem ominösen Fremden können Ritter und Stark verhindern, dass dieser Harry und seinem Jungen etwas antut. Allerdings wird Harry dabei angeschossen, aber der Attentäter kann gefasst werden. Es ist: Zollinspektor Claus Heinze.

## Hintergrund
Der vierte Mann wurde von ProVobis Film im Auftrag des Rundfunks Berlin-Brandenburg unter dem Arbeitstitel Lohmeyers Auftrag produziert. Die Dreharbeiten erfolgten in Berlin.

## Rezeption

### Einschaltquoten
Bei seiner Erstausstrahlung am 9. Mai 2004 wurde die Folge Der vierte Mann in Deutschland von 
7,54 Millionen Zuschauer gesehen, was einem Marktanteil von 22,30 Prozent entsprach.

### Kritik
Rainer Tittelbach von tittelbach.tv meint anerkennend: „‚Der vierte Mann‘” ist endlich mal ein gelungener ‚Tatort‘ aus Berlin. Das locker-flockige Gewitzel von Ritter und Stark […] das oft ein wenig aufgesetzt wirkt und den Krimis zwar Ironie gibt, ihnen meist aber auch seine dramatische Intensität nimmt – hier trifft es auf einen adäquaten Antagonisten. […] Ein bisschen Hitchcock also, ein bisschen Gaunerkomödie, dabei Realismus-Touch – dieser ‚Tatort‘ um Beutekunst und russisches Schmuggelgut macht einfach Spaß und ist darüber hinaus sogar spannend. Nur an den Nebenrollen-Dialogen von Routinier Hartmann Schmige hätten Salonen und die Schauspieler noch ein bisschen feilen müssen.“
Die Kritiker der Fernsehzeitschrift TV Spielfilm finden, dieser Tatort ist: „Mix aus klassischen Krimizutaten, komödiantischen Elementen und subtiler Figurenzeichnung. Fazit: Realistisch, mit liebenswerten Figuren.“